# 诺恰诺
诺恰诺（義大利語：Nocciano），是意大利佩斯卡拉省的一个市镇。总面积13平方公里，人口1861人，人口密度143.2人/平方公里（2009年）。ISTAT代码为068026。